# Birgit Hahn
Birgit Hahn (* 29. Juni 1958 in Mönchengladbach) ist eine deutsche Hockeyspielerin und Olympiateilnehmerin 1984.

## Karriere
Birgit Hahn begann beim Viersener THC, wechselte 1976 zu Schwarz-Weiß Neuss und ein Jahr später zum Münchner SC. Die Halb- und Außenstürmerin debütierte 1975 in der deutschen Hockeynationalmannschaft. Bei der zweiten Weltmeisterschaft, die 1976 in (West-)Berlin stattfand, gehörte sie bereits zur deutschen Mannschaft, die den Titel gewann. Zwei Jahre später erreichte sie mit der deutschen Mannschaft abermals das Finale der Weltmeisterschaft, in Madrid verlor das deutsche Team gegen die Niederländerinnen. Dazwischen hatte die deutsche Mannschaft 1977 die Europameisterschaft im Hallenhockey gewonnen. Nachdem sie bei der Weltmeisterschaft 1981 nicht teilgenommen hatte, war Birgit Hahn 1983 wieder bei einer Weltmeisterschaft dabei und belegte mit der deutschen Mannschaft den vierten Platz. Im Mai 1984 wurde in Lille die erste Feldhockey-Europameisterschaft der Damen ausgetragen, nach einer Halbfinalniederlage gegen die Niederländerinnen siegten die deutschen Spielerinnen im Spiel um Bronze gegen die Britinnen. Zwei Monate später besiegten die Niederländerinnen die deutsche Mannschaft bei den Olympischen Spielen in Los Angeles mit 6:2. Im für die Medaillen entscheidenden letzten Spiel gegen die US-Mannschaft schoss Birgit Hahn den Ausgleichstreffer zum 1:1, damit gewann die deutsche Mannschaft Silber hinter den Niederländerinnen und vor den US-Amerikanerinnen.
Insgesamt wirkte Birgit Hahn von 1975 bis 1984 in 91 Länderspielen mit, davon 11 in der Halle.
Für den Gewinn der Silbermedaille bei den Olympischen Spielen 1984 erhielt sie mit der Damenhockeymannschaft das Silberne Lorbeerblatt.